# KNN
KNN (KRX: 058400/ hangul: 케이엔엔) acrónimo de Korean New Network, es una empresa de radiodifusión privada surcoreana que se fundó en abril de 1994, aunque originalmente comenzó sus emisiones de demostración, así como también comienza sus transmisiones de prueba el 7 de septiembre de 1994, antes de que inicie sus transmisiones oficiales a partir del 14 de mayo de 1995, pero se transmite solo a las áreas de Busan y Gyeongsang del Sur.
Anteriormente fue llamada PuSan Broadcasting Corporation (PSB) hasta el 14 de mayo de 2006 cuando fue cambiado el nombre a la denominación actual. Al ser una filial de Seoul Broadcasting System, produce solo el 35% de sus contenidos, el restante proviene directamente de la retransmisión de SBS en Seúl.

## Historia

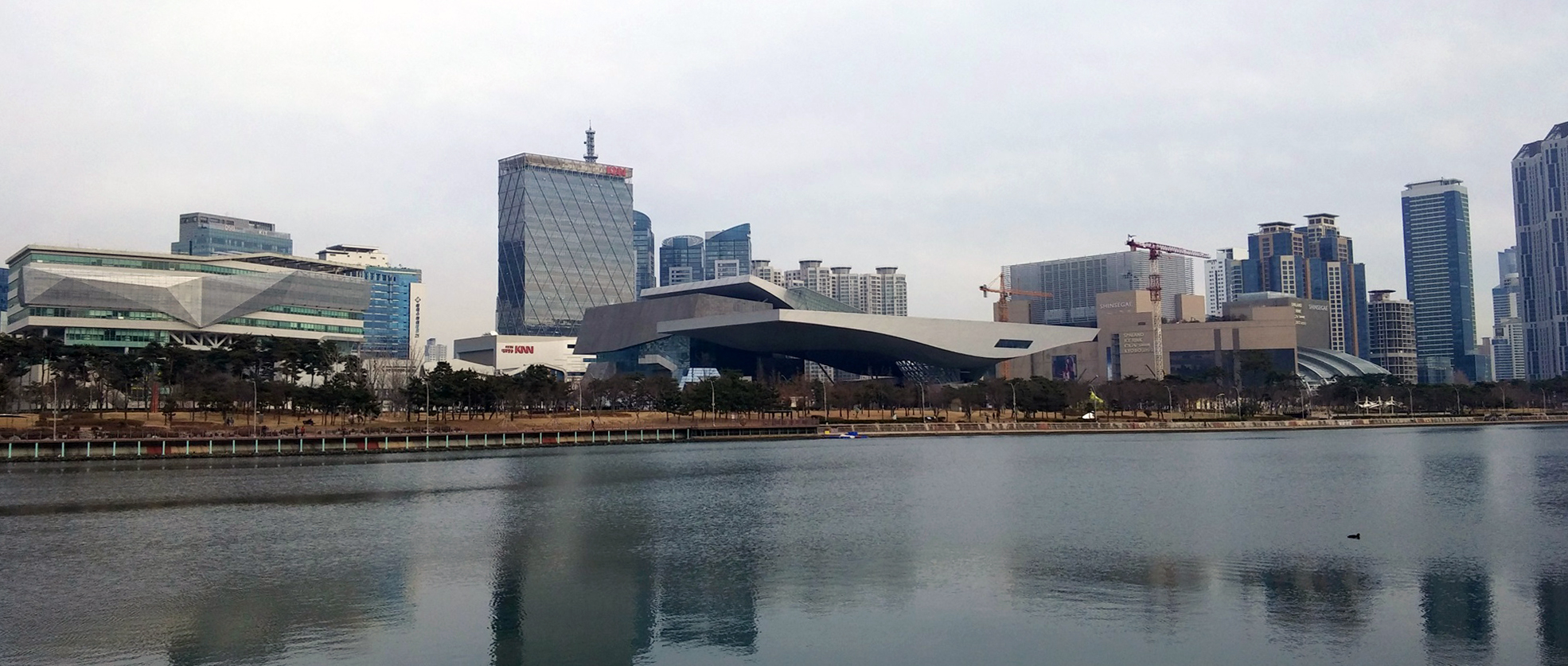
Estudios de KNN en Heundae, Busan.

KNN se fundó en abril de 1994 como PSB cuando presentó su plan de negocios y sus operaciones. Esto llevó a su emisión de demostración que tuvo lugar en mayo de 1994, y luego, a partir del 7 de septiembre de 1994, comenzó más tarde sus transmisiones de prueba. Más tarde, el 1 de abril de 1995, comenzó sus transmisiones regulares en Busan, Corea del Sur, y así comenzó sus transmisiones oficiales el 14 de mayo de 1995, por lo que sus transmisiones de inicio comienzan a abrirse en su canal de televisión (HLDG -TV) en la frecuencia 19, ya que había otorgado su permiso para transmitir en Busan y Gyeongsang del Sur por el Ministerio de Información y Comunicaciones.
Desde el 9 de septiembre de 1997, PSB FM (HLDG-FM) comienza su transmisión. En junio de 2010, se comenzó con los trabajos de construcción del nuevo edificio corporativo de 28 plantas, que fueron inaugurados el 12 de noviembre de 2012. El edificio está ubicado en las cercanías del «Busan Cinema Center» (영화의전당).
La migración a la televisión digital inició el 13 de abril de 2008, cuando se iniciaron las pruebas de emisión en Alta definición durante los informativos, pero no fue hasta septiembre de 2011, que se comienza a emitir toda la programación en Alta definición, lo que desencadenó el 4 de octubre de 2012 a las 14:00 horas, cuando cesa las emisiones analógicas de forma definitiva en Gyeongsang del Sur, mientras que en Busan, el apagón analógico se llevó a cabo el 9 de octubre de ese mismo año, también a las 14:00 horas, actualmente ocupa la señal 6.1 en dichas zonas.

## Señales

### Televisión
| Nombre            | Frecuencia |
| ----------------- | ---------- |
| KNN TV (HLDG-DTV) | 6.1        |

### Radio
| Nombre             | Frecuencia |
| ------------------ | --- |
| Love FM (HLDG-SFM) | - Busan: FM 105.7 - Gijang: FM 89.3 - Yangsan: FM 88.5 - Changwon: FM 90.9 - Jinju: FM 98.7                       |
| Power FM (HLDG-FM) | - Busan: FM 99.9 - Changwon: FM 102.5 - Jinju: FM 105.5 - Gijang: FM 96.3 - Yangsan: FM 96.3 - Geochang: FM 106.7 |